# Europarlamentari della Francia della V legislatura
Gli europarlamentari della Francia della V legislatura, eletti in occasione delle elezioni europee del 1999, furono i seguenti.

## Composizione storica
| Europarlamentare           | Lista                                     | Gruppo    |
| -------------------------- | ----------------------------------------- | --------- |
| William Abitbol            | RPF-MPF (RPF)                             | UEN       |
| Sylviane Ainardi           | Partito Comunista Francese                | GUE/NGL   |
| Danielle Auroi             | I Verdi                                   | Verdi/ALE |
| François Bayrou            | Unione per la Democrazia Francese         | PPE-DE    |
| Pervenche Berès            | Partito Socialista                        | PSE       |
| Jean-Louis Bernié          | Caccia, Pesca, Natura e Tradizioni        | EDD       |
| Georges Berthu             | RPF-MPF (MPF)                             | UEN       |
| Armonia Bordes             | Lotta Operaia                             | GUE/NGL   |
| Yasmine Boudjenah          | Partito Comunista Francese                | GUE/NGL   |
| Alima Boumediene-Thiery    | I Verdi                                   | Verdi/ALE |
| Jean-Louis Bourlanges      | Unione per la Democrazia Francese         | PPE-DE    |
| Yves Butel                 | Caccia, Pesca, Natura e Tradizioni        | EDD       |
| Marie-Arlette Carlotti     | Partito Socialista                        | PSE       |
| Gérard Caudron             | Partito Socialista                        | PSE       |
| Isabelle Caullery          | RPF-MPF (RPF)                             | UEN       |
| Chantal Cauquil            | Lotta Operaia                             | GUE/NGL   |
| Daniel Cohn-Bendit         | I Verdi                                   | Verdi/ALE |
| Thierry Cornillet          | Unione per la Democrazia Francese         | PPE-DE    |
| Paul Marie Coûteaux        | RPF-MPF (RPF)                             | UEN       |
| Danielle Darras            | Partito Socialista                        | PSE       |
| Michel J.M. Dary           | Partito Radicale di Sinistra              | PSE       |
| Joseph Daul                | RPR-DL (RPR)                              | PPE-DE    |
| Francis Decourrière        | Unione per la Democrazia Francese         | PPE-DE    |
| Marielle de Sarnez         | Unione per la Democrazia Francese         | PPE-DE    |
| Harlem Désir               | Partito Socialista                        | PSE       |
| Christine de Veyrac        | RPR-DL (Indipendente)                     | PPE-DE    |
| Olivier Duhamel            | Partito Socialista                        | PSE       |
| Alain Esclopé              | Caccia, Pesca, Natura e Tradizioni        | EDD       |
| Hélène Flautre             | I Verdi                                   | Verdi/ALE |
| Nicole Fontaine            | Unione per la Democrazia Francese         | PPE-DE    |
| Janelly Fourtou            | Unione per la Democrazia Francese         | PPE-DE    |
| Geneviève Fraisse          | Partito Comunista Francese (Indipendente) | GUE/NGL   |
| Jean-Claude Fruteau        | Partito Socialista                        | PSE       |
| Marie-Françoise Garaud     | RPF-MPF (Indipendente)                    | NI        |
| Georges Garot              | Partito Socialista                        | PSE       |
| Charles De Gaulle          | Fronte Nazionale                          | GTI       |
| Marie-Hélène Gillig        | Partito Socialista                        | PSE       |
| Bruno Gollnisch            | Fronte Nazionale                          | GTI       |
| Françoise Grossetête       | RPR-DL (DL)                               | PPE-DE    |
| Catherine Guy-Quint        | Partito Socialista                        | PSE       |
| Adeline Hazan              | Partito Socialista                        | PSE       |
| Marie-Thérèse Hermange     | RPR-DL (RPR)                              | PPE-DE    |
| François Hollande          | Partito Socialista                        | PSE       |
| Robert Hue                 | Partito Comunista Francese                | GUE/NGL   |
| Marie-Anne Isler-Béguin    | I Verdi                                   | Verdi/ALE |
| Thierry Jean-Pierre        | RPR-DL (DL)                               | PPE-DE    |
| Roger Karoutchi            | RPR-DL (RPR)                              | PPE-DE    |
| Alain Krivine              | Lega Comunista Rivoluzionaria             | GUE/NGL   |
| Florence Kuntz             | RPF-MPF (RPF)                             | UEN       |
| Arlette Laguiller          | Lotta Operaia                             | GUE/NGL   |
| Catherine Lalumière        | Partito Radicale di Sinistra              | PSE       |
| Alain Lamassoure           | Unione per la Democrazia Francese         | PPE-DE    |
| Carl Lang                  | Fronte Nazionale                          | GTI       |
| Thierry De La Perriere     | RPF-MPF (MPF)                             | UEN       |
| Jean-Marie Le Pen          | Fronte Nazionale                          | GTI       |
| Marie-Noëlle Lienemann     | Partito Socialista                        | PSE       |
| Alain Lipietz              | I Verdi                                   | Verdi/ALE |
| Alain Madelin              | RPR-DL (DL)                               | PPE-DE    |
| Jean-Charles Marchiani     | RPF-MPF (RPF)                             | UEN       |
| Hugues Martin              | RPR-DL (RPR)                              | PPE-DE    |
| Jean-Claude Martinez       | Fronte Nazionale                          | GTI       |
| Véronique Mathieu Houillon | Caccia, Pesca, Natura e Tradizioni        | EDD       |
| Elizabeth Montfort         | RPF-MPF (MPF)                             | UEN       |
| Philippe Morillon          | Unione per la Democrazia Francese         | PPE-DE    |
| Sami Naïr                  | Movimento dei Cittadini                   | PSE       |
| Hervé Novelli              | RPR-DL (DL)                               | PPE-DE    |
| Gérard Onesta              | I Verdi                                   | Verdi/ALE |
| Charles Pasqua             | RPF-MPF (RPF)                             | UEN       |
| Béatrice Patrie            | Movimento dei Cittadini                   | PSE       |
| Yves Piétrasanta           | I Verdi                                   | Verdi/ALE |
| Bernard Poignant           | Partito Socialista                        | PSE       |
| Michel Raymond             | Caccia, Pesca, Natura e Tradizioni        | EDD       |
| Michel Rocard              | Partito Socialista                        | PSE       |
| Didier Rod                 | I Verdi                                   | Verdi/ALE |
| Martine Roure              | Partito Socialista                        | PSE       |
| Tokia Saïfi                | RPR-DL (DL)                               | PPE-DE    |
| Jean Saint-Josse           | Caccia, Pesca, Natura e Tradizioni        | EDD       |
| Nicolas Sarkozy            | RPR-DL (RPR)                              | PPE-DE    |
| Gilles Savary              | Partito Socialista                        | PSE       |
| Dominique F.C. Souchet     | RPF-MPF (MPF)                             | UEN       |
| Margie Sudre               | RPR-DL (RPR)                              | PPE-DE    |
| Fodé Sylla                 | Partito Comunista Francese (Indipendente) | GUE/NGL   |
| Nicole Thomas-Mauro        | RPF-MPF (MPF)                             | UEN       |
| Roseline Vachetta          | Lega Comunista Rivoluzionaria             | GUE/NGL   |
| Philippe de Villiers       | RPF-MPF (MPF)                             | UEN       |
| Francis Wurtz              | Partito Comunista Francese                | GUE/NGL   |
| François Zimeray           | Partito Socialista                        | PSE       |

## Modifiche intervenute

### PS-PRG-MC
- In data 18.12.1999 a François Hollande subentra Anne Ferreira.
- In data 28.03.2001 a Marie-Noëlle Lienemann subentra André Laignel.
- In data 05.04.2001 a André Laignel subentra Michel-Ange Scarbonchi (PRG).

### RPF-MPF
- In data 17.12.1999 a Philippe de Villiers subentra Alexandre Varaut (MPF).

### RPR-DL
- In data 15.09.1999 a Nicolas Sarkozy subentra Brice Hortefeux (RPR).
- In data 28.06.2002 a Alain Madelin subentra Anne-Marie Schaffner (RPR).
- In data 13.06.2002 a Tokia Saïfi subentra Marie-Hélène Descamps (DL), a seguito della rinuncia di Eric Raoult.
- In data 01.01.2000 a Roger Karoutchi subentra Dominique Vlasto (DL).
- In data 28.06.2002 a Hervé Novelli subentra Jean-Pierre Bebear (UMP).

### I Verdi
- In data 03.02.2004 a Yves Piétrasanta subentra Marie-Françoise Duthu.

### Unione per la Democrazia Francese
- In data 28.06.2002 a François Bayrou subentra Françoise De Veyrinas (UMP).
- In data 17.06.2002 a Nicole Fontaine subentra Fabienne Keller.
- In data 03.07.2002 a Fabienne Keller subentra Jean-Thomas Nordmann (RAD).

### Partito Comunista Francese
- In data 01.08.2000 a Robert Hue subentra Philippe A.R. Herzog.

### Fronte Nazionale
- In data 11.04.2003 a Jean-Marie Le Pen subentra Marie-France Stirbois.